# وذمة مخاطية أمام الظنبوب
وذمة مخاطية أمام الظنبوب (بالإنجليزية: Pretibial myxedema)‏ . ويعرف أيضًا باعتلال جلد الغدة الدرقية. مما أدى إلى اختلاط نادر من مرض جريفز، مع معدل الإصابة بنسبة حوالي 1-4٪ في المرضى.